# Wohnungseinbruch

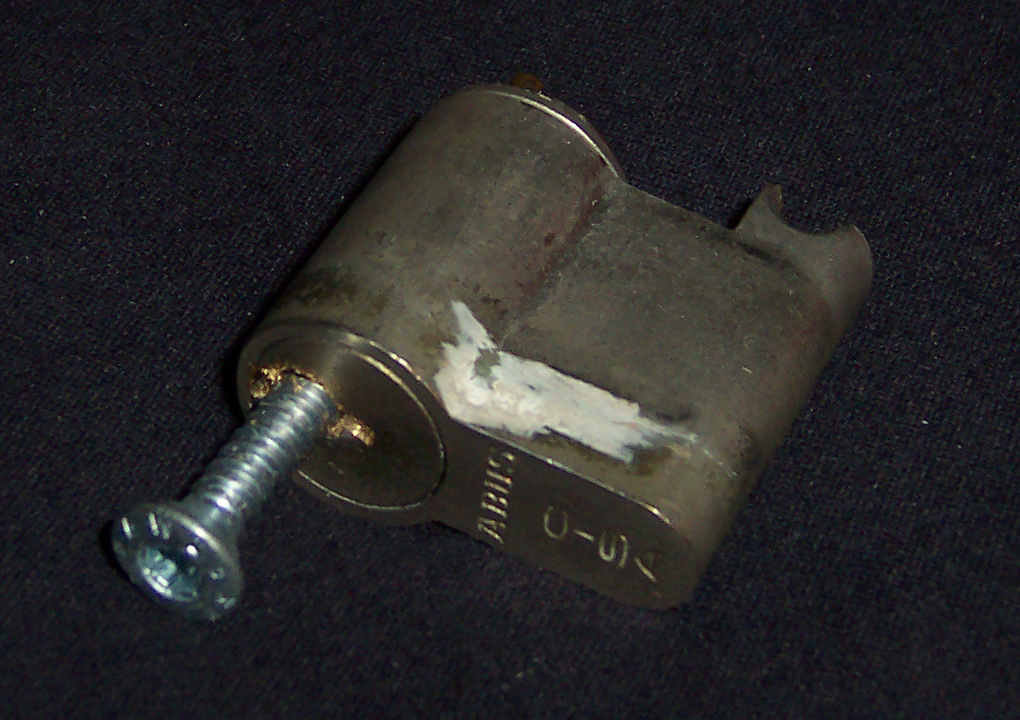
Mit Spezialwerkzeug gezogener Teil eines Schließzylinders

Als Wohnungseinbruch bezeichnet man das unerlaubte Eindringen (Einbruch) in Räume, die zum Wohnen verwendet werden. Zur Begehung werden besondere Sicherungen gegen ein Eindringen außer Kraft gesetzt. Der Wohnungseinbruch geschieht in der Regel mit dem Ziel, in den Besitz von Wertgegenständen zu gelangen.
In den letzten drei Jahrzehnten sank die Häufigkeit von Wohnungseinbruchsdiebstählen in Deutschland auf weniger als ein Viertel. Wohnungseinbruch wird im Zusammenhang mit Innerer Sicherheit häufig genannt.

## Wohnung
Die Wohnung ist ein umschlossener und überdachter Raum, der einem Menschen zumindest vorübergehend als Unterkunft dient, ohne dass zwingend Schlafräume vorhanden sein müssten. Somit handelt es sich um Wohnräume in Ein- und Mehrfamilienhäusern, rechtlich gesehen nicht um Gartenhäuser oder Garagen.

## Einbruchstellen in Ein- und Mehrfamilienhäusern
Beim Mehrfamilienhaus dringen die Täter in über der Hälfte der Fälle durch die Wohnungseingangstüren ein. Bei den Einfamilienhäusern liegt der Schwerpunkt bei den Fenstern und den Fenstertüren (Terrassentüren). Das Kellerfenster ist mit fünf Prozent der Einbrüche beim Einfamilienhaus der Eingang für den Einbrecher. Es ist leicht für die Täter erreichbar, wenn der Kellerschacht nicht gesichert ist. Mit zehn Prozent der Fälle wird auch beim Einfamilienhaus die Wohnungs- bzw. Haustüre angegangen. In Mehrfamilienhäusern sind die Parterrewohnungen und die Wohnungen des obersten Stocks am meisten gefährdet.
Einbrecher nutzen bei Ein- und Mehrfamilienhäusern unterschiedliche Schwachstellen:
| Einfamilienhäuser         | Köln  | Erftkreis |
| ------------------------- | ----- | --------- |
| Terrassen-/Balkontüren    | 52 %  | 46 %      |
| Fenster                   | 26 %  | 32 %      |
| Haustüren                 | 14 %  | 27 %      |
| Kellerfenster/Kellertüren | 7 %   | 7 %       |
| Sonstige                  | 0,3 % | 0,4 %     |

| Mehrfamilienhäuser     | Köln   | Erftkreis |
| ---------------------- | ------ | --------- |
| Wohnungsabschlusstüren | 55 %   | 36 %      |
| Terrassen-/Balkontüren | 26 %   | 35 %      |
| Fenster                | 20 %   | 27 %      |
| Sonstige               | 0,01 % | 2 %       |

Die genannten Zahlen beziehen sich auf die Wohnungseinbruchkriminalität der Stadt Köln („Kölner Studie 2001“) und den ländlichen Erftkreis („Erftkreisstudie 2002“).

## Einbruchswerkzeug
Nach den meisten Einbrüchen kann nicht geklärt werden welche Werkzeuge die Täter verwendet haben, um eindringen zu können. In 1/10 der Fälle werden keine Werkzeuge verwendet, hier werden beispielsweise offene Fenster zum Einsteigen genutzt. Bei der Verwendung von Werkzeugen stehen große Schraubendreher an erster Stelle.

## Folgen
Zum materiellen Schaden kommt für die Opfer des Wohnungseinbruchs der ideelle Schaden hinzu. Es werden Gegenstände entwendet, die nicht mehr zu ersetzen sind, auch Erbstücke, die mit Erinnerungen an Verwandte verbunden sind. Viele der Geschädigten haben nach der Tat Angst, die sich durch Schlaf- oder Essstörungen, Magen-, Rücken- und Kopfschmerzen äußert. Teilweise geht dies so weit, dass Opfer die Wohnung wechseln, da ihnen der Gedanke unerträglich ist, dass ein Fremder an ihren persönlichsten Gegenständen war, in ihre Intimsphäre eingedrungen ist.

## Häufigkeit von WED verteilt auf die Bundesländer im Jahr 2014
| Wappen | Land                       | Wohnungseinbrüche pro 100.000 Einwohner |
| ------ | -------------------------- | --------------------------------------- |
|        | Baden-Württemberg          | 127                                     |
|        | Bayern                     | 65                                      |
|        | Berlin                     | 355                                     |
|        | Brandenburg                | 165                                     |
|        | Bremen                     | 541                                     |
|        | Hamburg                    | 429                                     |
|        | Hessen                     | 182                                     |
|        | Mecklenburg-Vorpommern     | 96                                      |
|        | Niedersachsen              | 188                                     |
|        | Nordrhein-Westfalen        | 300                                     |
|        | Rheinland-Pfalz            | 146                                     |
|        | Saarland                   | 251                                     |
|        | Sachsen                    | 96                                      |
|        | Sachsen-Anhalt             | 116                                     |
|        | Schleswig-Holstein         | 267                                     |
|        | Thüringen                  | 45                                      |
|        | Bundesrepublik Deutschland | 188                                     |

## Täter
Die niedrige Aufklärungsquote macht es schwer eine Aussage zu den Tätern von Wohnungseinbrüchen zu treffen. Was sich festhalten lässt, ist ein Anstieg der nichtdeutschen Tatverdächtigen im Vergleich zu den deutschen. Diese Tendenz hält seit Jahren an. Der Großteil der Täter ist über 21 Jahre alt. Unklar ist, welche Täter für den Anstieg der Taten in den letzten Jahren verantwortlich sind. Die gefassten Tatverdächtigen waren in vielen Fällen schon früher mit gleichgelagerten oder anderen Straftaten auffällig geworden.

## Statistische Daten zur Wohnungseinbruchkriminalität
- Diagrammdaten:
- Definition |
- Rohdaten |
- Hilfe

Das Bundeskriminalamt gibt jährlich eine Statistik über alle in Deutschland gemeldeten Straftaten heraus, die Polizeiliche Kriminalstatistik.
- Wohnungseinbruch ist eine Untermenge von ca. 6 % aus Diebstahl insgesamt.[9]
- Seit drei Jahrzehnten sind die Zahlen stark rückläufig. Im Jahr 1993 waren es 280 Fälle pro 100.000 Einwohner, 2021 nur noch 65. Damit ist der Kriminalitätsbereich Wohnungseinbruchsdiebstahl noch stärker rückläufig als die Kriminalität insgesamt, die nur um 27 % gefallen ist.[9]
- In der Zeitreihe fällt ein Anstieg von 2010 bis 2015 auf.[9]
- In weit über der Hälfte aller Einbrüche werden Türen und Fenster mit einfachsten Mitteln aufgehebelt oder überwunden (z. B. mit einem Schraubendreher).
- Fast 44 Prozent der Wohnungseinbrüche in Deutschland finden tagsüber statt.
- Einbrüche finden meist bei Abwesenheit der Bewohner statt.[10]

### Fallzahlen und Aufklärungsquote
Die Polizeiliche Kriminalstatistik (PKS) weist für die letzten Jahre in Deutschland folgende Fallzahlen für den Wohnungseinbruchsdiebstahl aus.
| Jahr | Fallzahl | Aufklärungsquote in Prozent |
| ---- | -------- | --------------------------- |
| 1999 | 149.044  | 18,3                        |
| 2000 | 140.015  | 17,7                        |
| 2001 | 133.722  | 18,7                        |
| 2002 | 130.055  | 19,6                        |
| 2003 | 123.280  | 18,0                        |
| 2004 | 124.155  | 19,5                        |
| 2005 | 109.736  | 19,6                        |
| 2006 | 106.107  | 19,3                        |
| 2007 | 109.128  | 20,0                        |
| 2008 | 108.284  | 18,1                        |
| 2009 | 113.800  | 16,9                        |
| 2010 | 121.347  | 15,9                        |
| 2011 | 132.595  | 16,2                        |
| 2012 | 144.117  | 15,7                        |
| 2013 | 149.500  | 15,5                        |
| 2014 | 152.123  | 15,9                        |
| 2015 | 167.136  | 15,2                        |
| 2016 | 151.265  | 16,9                        |
| 2017 | 116.540  | 17,8                        |
| 2018 | 97.504   | 18,1                        |
| 2019 | 87.145   | 17,4                        |
| 2020 | 75.023   | 17,6                        |
| 2021 | 54.236   | 19,5                        |
| 2022 | 65.908   | 16,1                        |
| 2023 | 77.819   | 14,9                        |
| 2024 | 78.436   | 15,3                        |

## Strafbarkeit

### Deutschland
In Deutschland sehen § 244 Abs. 1 Nr. 3 und Abs. 4 StGB für den Wohnungseinbruchdiebstahl eine erhebliche Strafverschärfung zum Diebstahl vor. Die Freiheitsstrafe beträgt hier von sechs Monaten bzw. einem Jahr bis zu zehn Jahren (vgl. aber unten). Der Paragraf ist erfüllt, wenn ein Diebstahl begangen wird, bei dem zur Ausführung der Tat in eine Wohnung eingebrochen, eingestiegen, mit einem falschen Schlüssel oder einem anderen nicht zur ordnungsmäßigen Öffnung bestimmten Werkzeug eingedrungen oder sich in der Wohnung verborgen gehalten wird. Geschützte Rechtsgüter sind das Eigentum und die Unverletzlichkeit der Wohnung.
Seit 22. Juli 2017 gilt für Einbruchdiebstähle in dauerhaft genutzten Privatwohnungen eine Mindeststrafe von einem Jahr. Die bisherige Mindeststrafe von sechs Monaten gilt nur noch bei Einbruchdiebstählen in vorübergehend genutzten Wohnungen (z. B. Hotelzimmer).

### Österreich
In Österreich wird der Einbruch in eine Wohnung gemäß § 129 Abs. 2 Nr. 1 StGB (Diebstahl durch Einbruch oder mit Waffen) mit einer Freiheitsstrafe von sechs Monaten bis zu fünf Jahren bestraft.

### Schweiz
In der Schweiz fällt der Wohnungseinbruch unter den Art. 139 StGB Diebstahl. Danach hat ein Einbrecher den Strafrahmen von 90 Tagessätzen bis zu fünf Jahren Freiheitsstrafe. Wenn der Täter durch die Art, wie er den Diebstahl begeht, seine besondere Gefährlichkeit offenbart, wird dieser nicht unter 180 Tagessätzen bestraft und bis zu zehn Jahren.